# Viger (circonscription provinciale)
Pour les articles homonymes, voir Viger.
Viger est une ancienne circonscription provinciale du Québec créée en 1980 à partir des circonscriptions de Jeanne-Mance et de Viau. En 2001, elle est abolie pour former Jeanne-Mance—Viger.

## Liste des députés
| Législature                                | Années    | Député       | Député         | Parti   |
| ------------------------------------------ | --------- | ------------ | -------------- | ------- |
| Viger Créée depuis Jeanne-Mance et de Viau |           |              |                |         |
| 32e                                        | 1981–1985 |              | Cosmo Maciocia | Libéral |
| 33e                                        | 1985–1989 |              | Cosmo Maciocia | Libéral |
| 34e                                        | 1989–1994 |              | Cosmo Maciocia | Libéral |
| 35e                                        | 1994–1998 |              | Cosmo Maciocia | Libéral |
| 36e                                        | 1998–2001 |              | Cosmo Maciocia | Libéral |
| 36e                                        | 2002–2003 | Anna Mancuso |                | Libéral |
| Dissoute dans Jeanne-Mance—Viger           |           |              |                |         |

## Résultats électoraux

### Évolution pour les principaux partis
| |
| - Parti libéral - Parti québécois - Union nationale (ancien) - Parti égalité (ancien) - Action démocratique (ancien) |